# Maladie de Maroteaux-Lamy
Pour les articles homonymes, voir Maroteaux et Lamy.
 Mise en garde médicale
La maladie de Maroteaux-Lamy, ou mucopolysaccharidose de type VI (MPS-VI), est une maladie lysosomale, décrite en 1963 par deux médecins français.

## Maladie

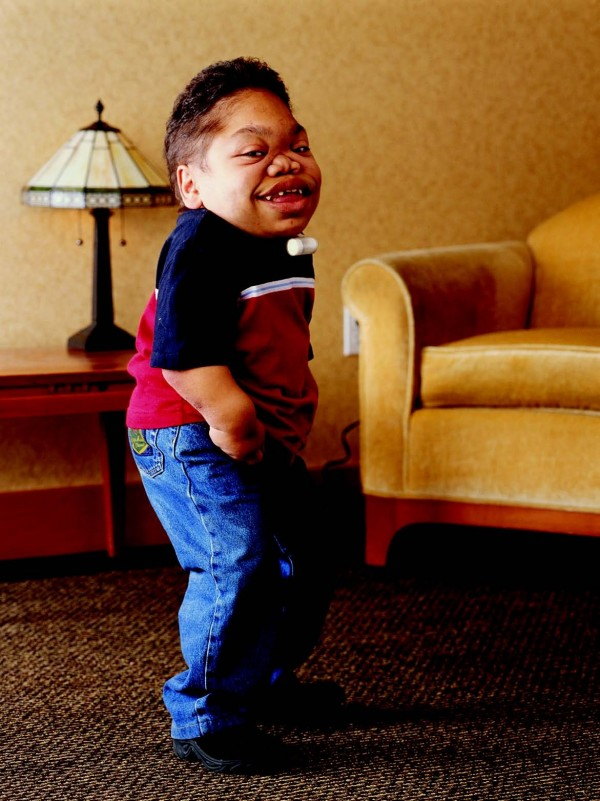
Adolescent de 16 ans ayant le syndrome de Maroteaux-Lamy.

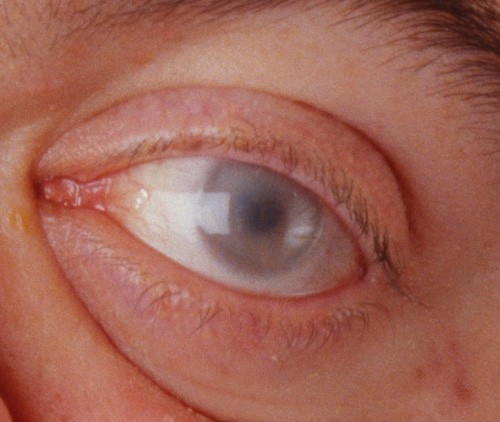
Cornée opacifiée d'un homme de 30 ans ayant le syndrome de Maroteaux-Lamy.

Le syndrome de Maroteaux-Lamy, également appelé mucopolysaccharidose de type VI, est une maladie héréditaire rare du métabolisme caractérisée par un nanisme, une surdité et des déformations progressives du squelette. La maladie se révèle habituellement dans la petite enfance, avec pour symptôme un faciès grossier, lequel devient évident vers l'âge d'un an. Des modifications oculaires, avec une opacité cornéenne et un hypertélorisme (ou espace anormalement augmenté entre les yeux), une hépatomégalie et une splénomégalie, sont habituels. L'intelligence est normale, mais l'espérance de vie est fortement diminuée ; les sujets atteints dépassent rarement l'âge de vingt ans. Comme les autres mucopolysaccharidoses, le syndrome de Maroteaux-Lamy est lié au déficit d'une enzyme du métabolisme des mucopolysaccharides, composés qui jouent un rôle clé dans le développement du tissu conjonctif. La maladie se transmet sur le mode autosomique récessif.

## Traitement
Le traitement par Naglazyme a été approuvé par la FDA. Il a obtenu l'AMM (autorisation de mise sur le marché) européenne en janvier 2006. En France, une dizaine de patients sont traités en dehors des essais cliniques grâce à l’obtention d’ATU (Autorisation temporaire d'utilisation) nominative.

## Mode de transmission
Transmission autosomique récessive